# Eleição parlamentar na Venezuela em 2010
A eleição parlamentar venezuelana de 2010 ocorreu em 26 de setembro. Foi renovada a totalidade dos membros da Assembleia Nacional. Nesta oportunidade foram eleitos 165 deputados, dois a menos que nas eleições de 2005. Também nestas eleições foram eleitos 12 novos representantes para o Parlamento Latino-Americano.

## Resultados eleitorais
O Partido Socialista Unido da Venezuela (PSUV), anteriormente denominado Movimento V República (MVR), sagrou-se novamente vencedor do pleito, porém não conseguiu obter a maioria qualificada de 2/3 na Assembleia Nacional, o que fez com que o partido tivesse que negociar a aprovação de projetos e leis com os partidos de oposição que, por sua vez, concorreram em conjunto ao fundarem a Mesa da Unidade Democrática (MUD) em 2008.
| Resultados eleitorais após 100% dos votos apurados |                                              |            |       |          |      |
| Partido                                            | Partido                                      | Votos      | %     | Cadeiras | +/–  |
|                                                    | Partido Socialista Unido da Venezuela (PSUV) | 5.451.419  | 48,13 | 96       | 22   |
|                                                    | Mesa da Unidade Democrática (MUD)            | 5.334.309  | 47,22 | 64       | Novo |
|                                                    | Pátria para Todos (PPT)                      | 353.979    | 3,14  | 2        | 9    |
|                                                    | Assentos indígenas                           | 155.429    | 1,51  | 3        | 3    |
| Total de votos válidos                             | Total de votos válidos                       | 11.309.145 | 97,52 | 165      | –    |
| Votos inválidos (brancos e nulos)                  | Votos inválidos (brancos e nulos)            | 287.094    | 2,48  | –        | –    |
| Total de votos registrados                         | Total de votos registrados                   | 11.596.239 | 66,42 | –        | –    |
| Eleitorado apto a votar                            | Eleitorado apto a votar                      | 17.458.473 | 100   | –        | –    |